# Kanton Horneburg
Der Kanton Horneburg bestand von 1807 bis 1813 im Distrikt Halberstadt im Departement der Saale im Königreich Westphalen und wurde durch das Königliche Decret vom 24. Dezember 1807 gebildet.

## Gemeinden
- Bühne und Rimbeck
- Hornburg
- Wiedelah und Wennerode (bis zum 31. Dezember 1809)
- Wülperode und Göddeckenrode